# Ван Эккер, Дрю
Дрю Ван Эккер (англ. Drew Van Acker; род. 2 апреля 1986, Филадельфия, Пенсильвания, США) — американский актёр. Наиболее известен по роли Джейсона Дилаурентиса в телесериале «Милые обманщицы» (2011 — 2017). Он также играл главную роль Реми Дэлатуро в телесериале «Коварные горничные» (2013—2015).

## Биография и карьера
Ван Акер родился в Нью-Йорке, но жил в Медфорде. Он обучался в средней школе Шони в Нью-Джерси. Его футбольные способности дали ему возможность получить футбольную стипендию в Университете Тоусона в штате Мэриленд. Сначала жил в Нью-Йорке, но потом переехал в Лос-Анджелес.
Карьеру на телевидении Дрю начал, снявшись в эпизодах в телесериалах «Касл» и «Университет». Позже он получил главную роль в телесериале «Озеро».
В 2010 году снялся в телесериале «Башня Познания», который был закрыт после одного сезона. В июне 2011 года было объявлено, что он присоединился к актёрскому составу второго сезона телесериала «Милые обманщицы», в качестве замены Паркера Бэглиа, который играл брата Элисон Дилаурентис, Джейсона Дилаурентиса. С 2013 по 2015 год Дрю играл в телесериале «Коварные горничные» в роли Реми Дэлатуро.

## Фильмография
| Год       |   | Русское название        | Оригинальное название | Роль                    |
| --------- | - | ----------------------- | --------------------- | ----------------------- |
| 2009      | с | Касл                    | Castle                | Донни Кендалл           |
| 2009      | с | Университет             | Greek                 | Паркер                  |
| 2009      | с | Озеро                   | The Lake              | Райан Уиллинг           |
| 2010      | с | Башня Познания          | Tower Prep            | Иен Арчер               |
| 2011—2017 | с | Милые обманщицы         | Pretty Little Liars   | Джейсон Дилаурентис     |
| 2012      | ф | Летающая крепость       | Fortress              | Тремейн                 |
| 2012      | с | Грязные секреты         | Pretty Dirty Secrets  | Джейсон Дилаурентис     |
| 2013—2015 | с | Коварные горничные      | Devious Maids         | Реми Дэлатур            |
| 2014      | ф | Камуфляж                | Camouflage            | Тим Лаунж               |
| 2017      | с | Тренировочный день      | Training Day          | детектив Томми Кэмпбелл |
| 2019      | ф | Как живой               | Life like             | Джеймс                  |
| 2020      | ф | Шпионское вмешательство | Spy Intervention      | Corey                   |
| 2021      | ф | Последние выжившие      | Last Survivors        | Jake                    |